# Paul Roux
Paul Roux is een kleine plaats met 450 inwoners, in de Zuid-Afrikaanse provincie Vrijstaat.

## Subplaatsen
Het nationaal instituut voor de statistiek, Stats SA, deelt sinds de census 2011 deze hoofdplaats in in zogenaamde subplaatsen (sub place), c.q. slechts één subplaats:
Paul Roux SP.

## Geboren
- Pieter Willem Botha (1916-2006), premier en staatspresident van Zuid-Afrika